# Clubiona umbilensis
Clubiona umbilensis är en spindelart som beskrevs av Roger de Lessert 1923. Clubiona umbilensis ingår i släktet Clubiona och familjen säckspindlar. Inga underarter finns listade i Catalogue of Life.